# Česká Ves (Jablonné v Podještědí)
Česká Ves (německy Böhmischdorf) je jižní předměstí města Jablonné v Podještědí, s nímž je i historicky úzce spjata. Rozkládá se na severním úpatí kopce Kočičí vrch v nadmořské výšce 320–340 metrů.

## Historie
První písemná zmínka o vesnici pochází z roku 1391 a nachází se v dohodě o dělení panství Jablonné mezi pány z Lemberka a Berky z Dubé, nepochybně však existovala již před tím. Vznikla jako osada slovanského obyvatelstva v tehdy převážně německém Jablonném. Počátkem 15. století došlo k dalšímu dělení panství Jablonné tentokrát mezi Berky z Dubé a pány z Vartenberka, Česká Ves dále zůstala pánům z Dubé.
Během 16. století došlo opět k několika výměnám majitele, ale pouze uvnitř rodu Berků z Dubé. Od roku 1554 měli obyvatelé České Vsi a dalších obcí v okolí právo svobodného odkazu svého majetku testamentem, za což museli odvádět vrchnosti jednu bečku soli. Od roku 1558 byla obyvatelům České Vsi a Markvartic zmírněna robota. Roku 1599 prodali Berkové Jablonné v Podještědí i s Českou Vsí Markétě a Vladislavu Hazlovským z Liběchova a avšak v roce 1619 patří opět pánům z Dubé.
Počátkem 17. století již Česká Ves částečně patřila Jablonnému. V třicetileté válce byla v roce 1632 zpustošena Švédy a o něco později Sasy. Po skončení války bylo napočítáno 24 usedlostí, ale pouze třináct obydlených. Následný rozvoj vsi byl prakticky nemožný a to díky tzv. mílovému právu města Jablonné v Podještědí. Nesměli se zde usazovat řemeslníci a na trhy se muselo jen do města.
V 18. století byla Česká Ves důležitým zemědělským zázemím Jablonného. Zaznamenáno bylo 34 hospodářů pěstujících převážně obilí. V roce 1778 došlo ke krvavé bitvě na okolních polích a to ve válce o bavorské dědictví.
Později, v 19. století doposud převažující zemědělství se v obci přeorientovalo na dobytkářství a lesní hospodářství. Vliv Jablonného na rozvoj České Vsi byl tak silný, že zde nevznikala tradiční řemesla jako kovář, truhlář, krejčí apod. Do roku 1850 byla v České Vsi rychta. Dne 3. října 1850 je konaly první volby do obecního zastupitelstva, které bylo 6členné a od roku 1855, kdy se obec Pole připojila k České Vsi, osmičlenné. V roce 1872 zasáhl obec velký požár. Shořelo 22 domů a bez přístřeší, či s velkými škodami na majetku, zůstalo na 50 rodin. V roce 1879 byl ve vsi ustanoven spolek hasičů.
Začátkem 20. století byl zaznamenán rozvoj obce v souvislosti s rozvojem turistiky v Lužických horách. Jednalo se zejména o služby ubytovací a pohostinské.
V roce 1910 byla obec částečně elektrifikována a začal se budovat vodovod. První světová   válka práce přerušila, ale v roce 1920 byla elektrifikace dokončena a obec měla kanalizaci a dvě požární nádrže.

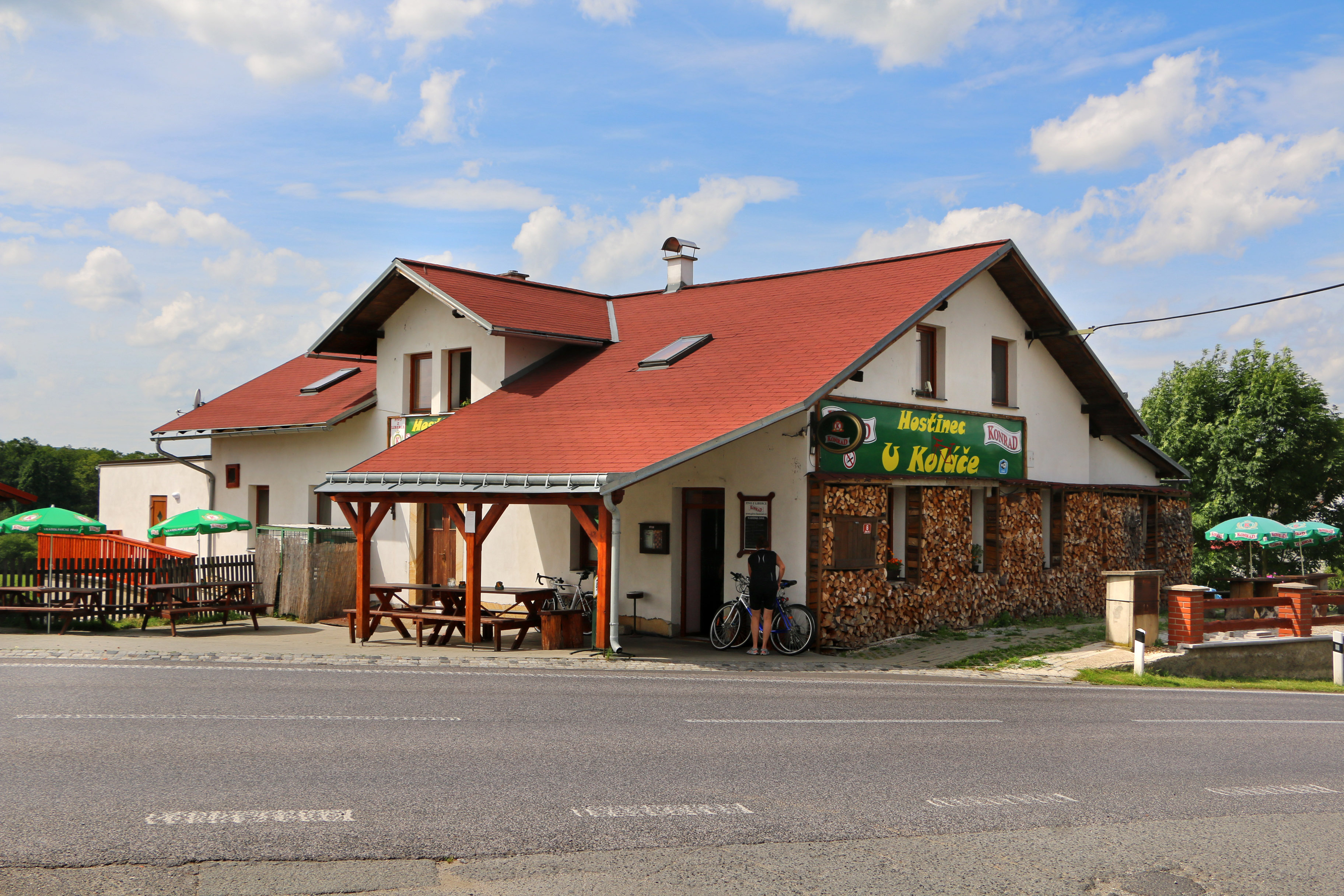
Restaurace u hlavní silnice

Rozvoj obce byl opět přerušen druhou světovou válkou. Většina obyvatel České Vsi se postavila za Československou republiku. Někteří narukovali do armády, jiní se podíleli na opevňovacích pracích (24 občanů se účastnilo zákopových prací u Pertoltic). Dne 9. října 1938 ves obsadila nacistická armáda a místní muži byli odvedeni do války. Chybějící muži byli v zemědělství nahrazeni francouzskými zajatci, kteří byli ubytováni v hostinci v Poli. V roce 1942 byl v České Vsi zrušen Obecní úřad a obec byla připojena k Jablonnému. Po válce bylo toto opatření jako akt okupační správy zrušeno, ale ve skutečnosti zůstala Česká Ves pod správou místního národního výboru v Jablonném v Podještědí.
Po odsunu německého obyvatelstva se populace v obci zmenšila asi na polovinu. V roce 1947 Česká Ves jako samostatná obec definitivně zanikla a stala se součástí Jablonného v Podještědí. V roce 1948 byl sloučen Hasičský sbor Česká Ves se sborem Jablonném a v roce 1957 bylo Jednotné zemědělské družstvo Česká Ves připojeno ke Státnímu statku Jablonné v Podještědí.
K 1. lednu 2007 bylo Jablonné i s připojenými vesnicemi vč. České Vsi přesunuto do dopravně bližšího okresu Liberec. Předtím bylo v okrese Česká Lípa.

## Osady
V minulosti k České Vsi patřila také osada, respektive samota Myší Dolík (něm. Mäusegründel), zaniklá po druhé světové válce. Tvořilo ji několik domků, jež ležely jižně až jihovýchodně od České Vsi při cestě (dnes silničce) do osady Pole, v okolí místa se souřadnicemi 50.7511000N a 14.7658300E. Na mapách je tato oblast dodnes označena pomístním jménem Myší dolík. Jméno osady nepochybně souviselo s již zmíněným nedalekým Kočičím vrchem, což bylo původně jméno návrší na jižním okraji České Vsi (v okolí autobusové zastávky Jablonné v Podještědí, SÚS), kde ovšem nejpozději v 19. století také vyrostlo několik samot, v poválečném období zlikvidovaných a nahrazených rozsáhlým hospodářským areálem, jenž mj. využívala či ještě využívá Správa údržby silnic. I Kočičí Vrch je v aktuálních mapách vyznačen jako osada.

## Pamětihodnosti
Za zmínku stála malá hasičská zbrojnice připomínající kapličku, která byla v roce 2018 zbourána. Stále se zde nachází několik křížků a pomníčků.
V okolí vsi rostou dva památné stromy: Markvartický dub zhruba 1,25 km severovýchodně a Dub u Františkova zhruba 850 metrů jihozápadně.

## Další fotografie

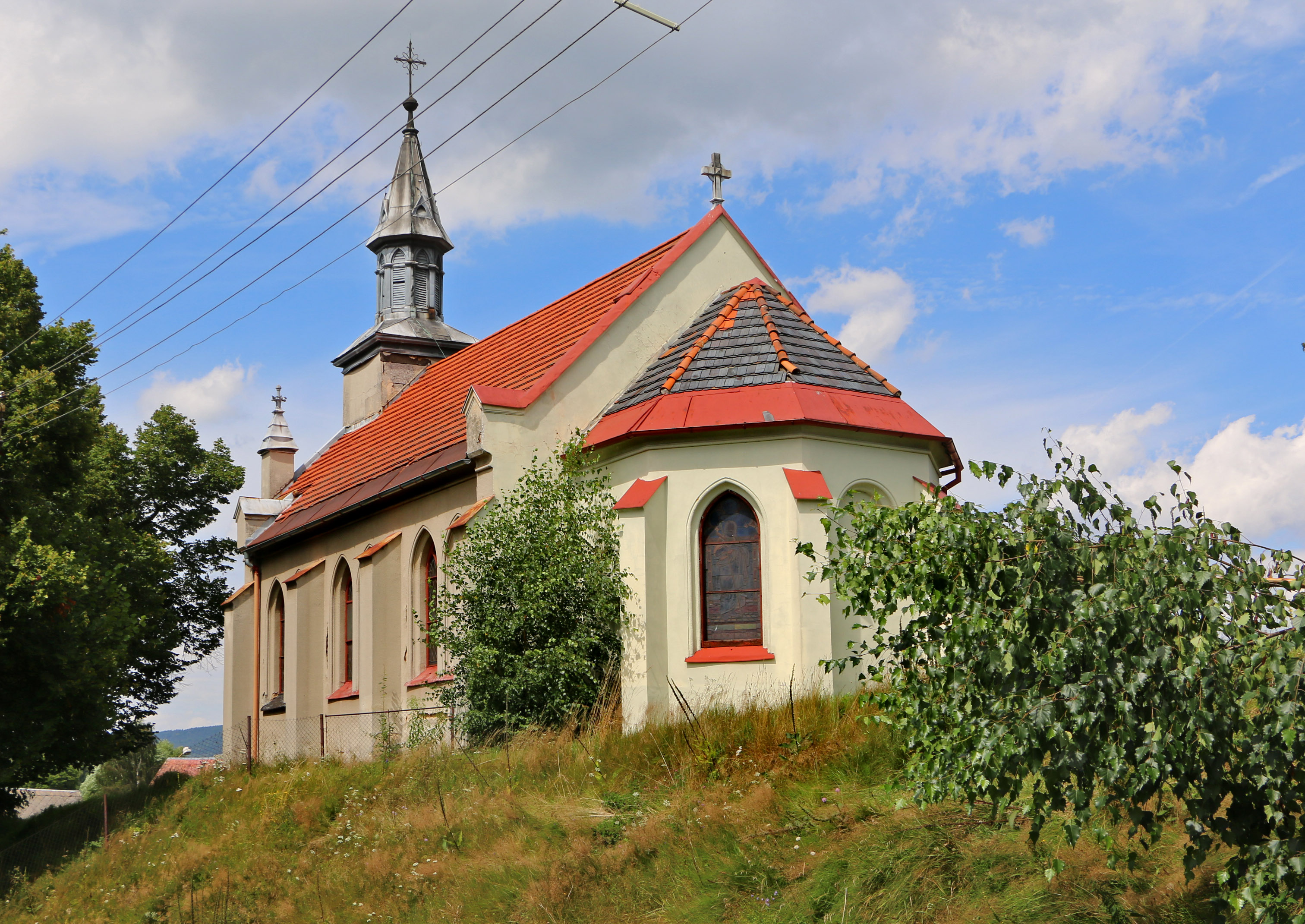
Evangelický kostel
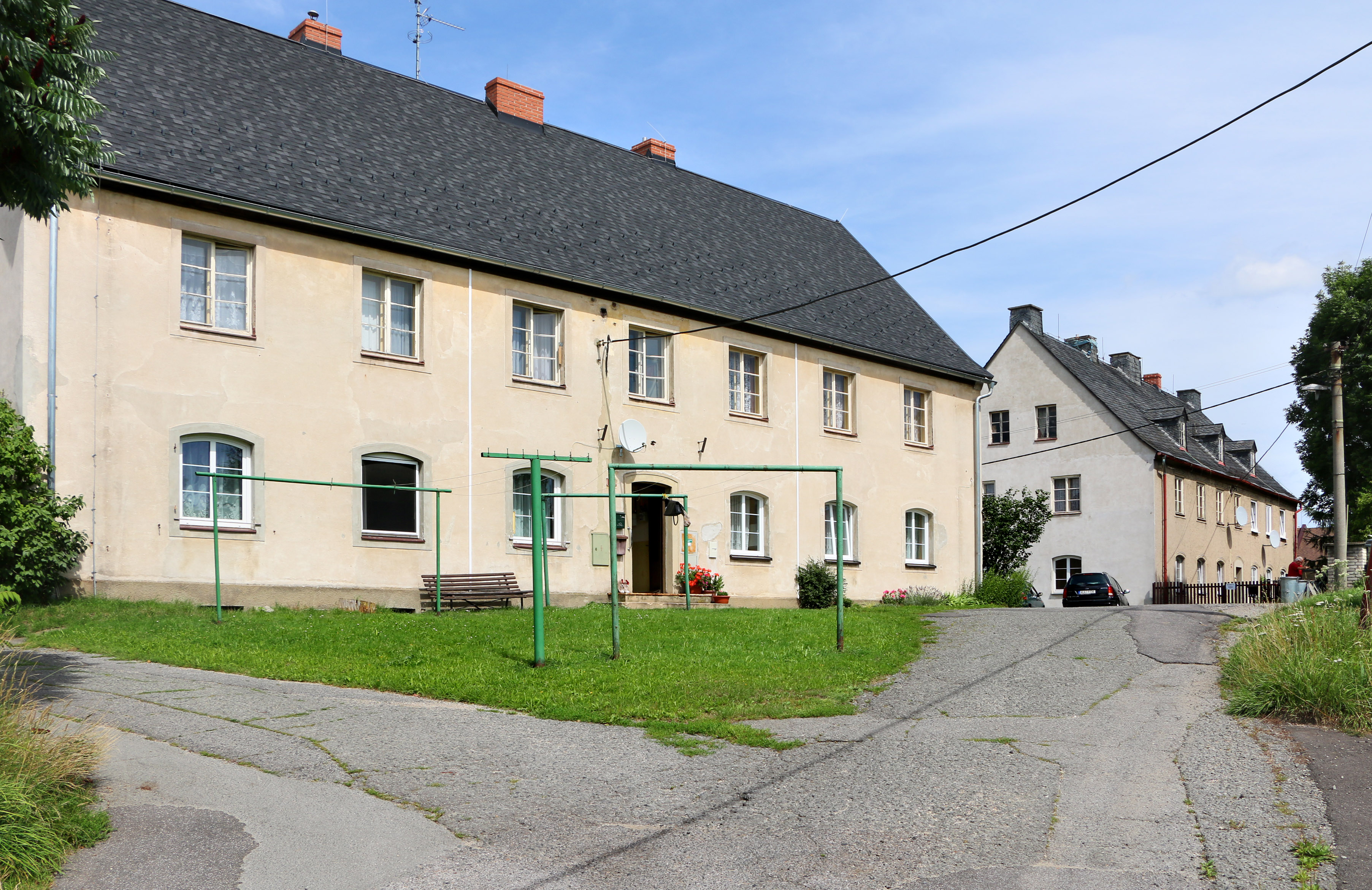
Typické bytové domy
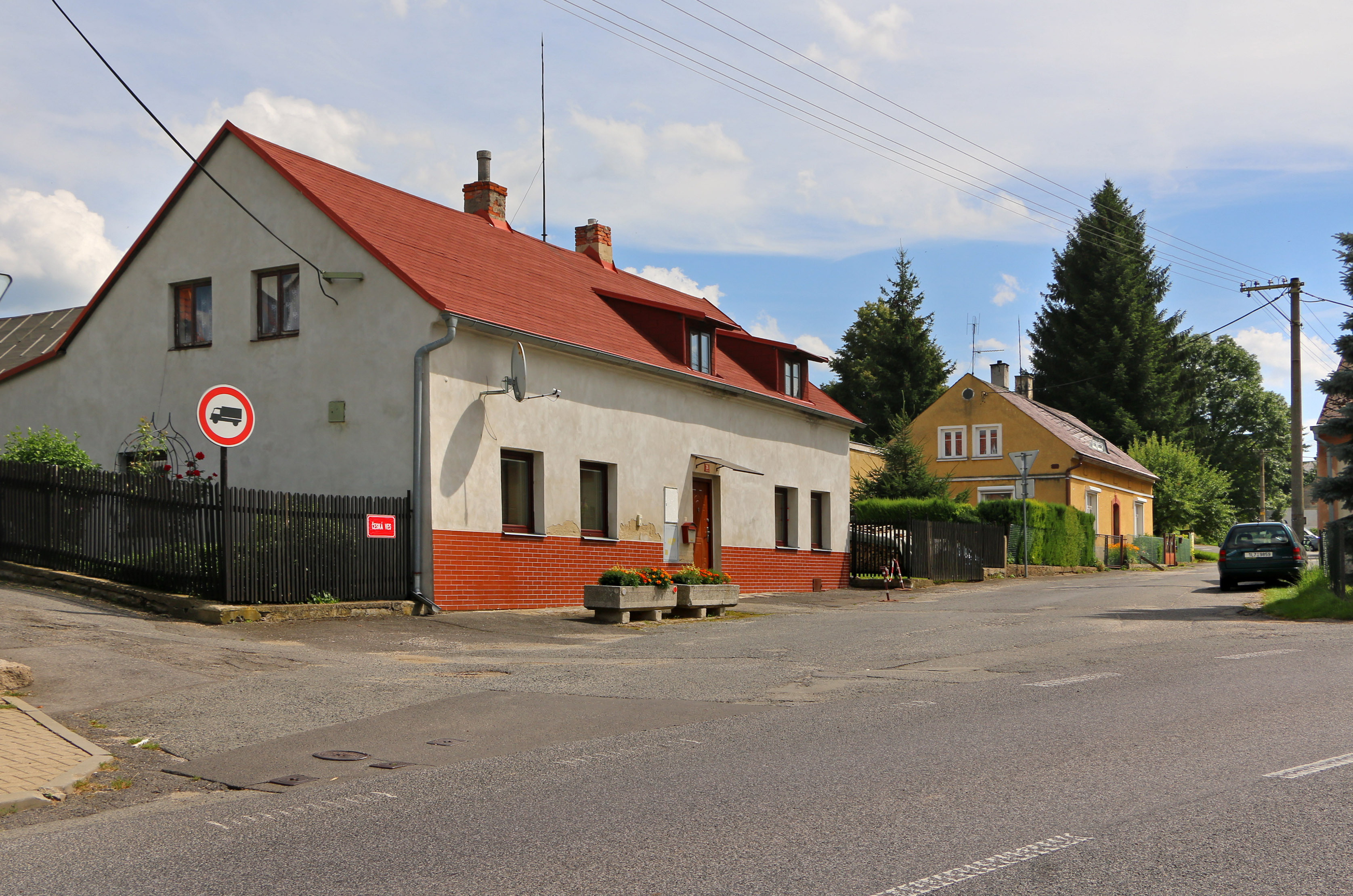
Domy u křižovatky
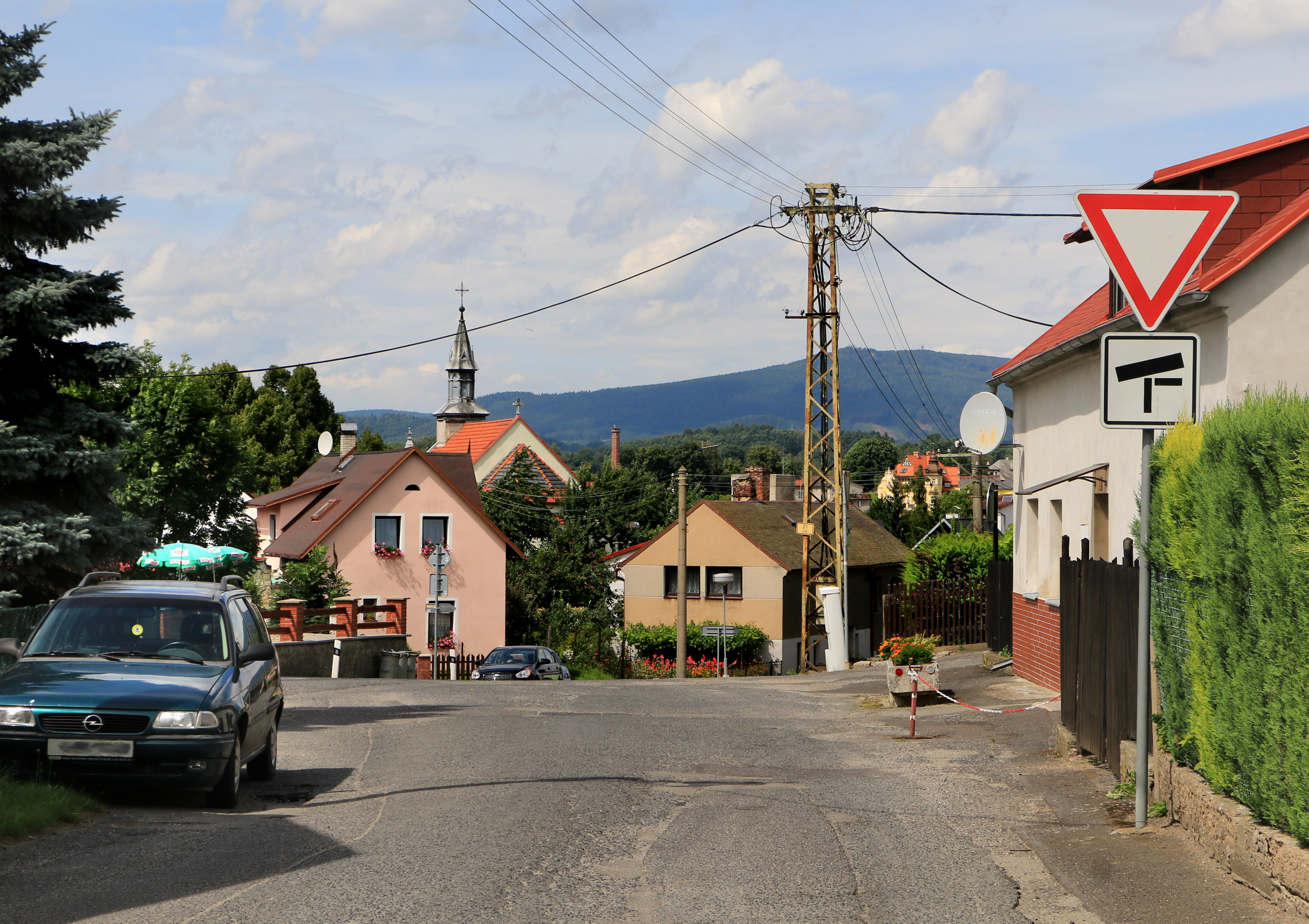
Postranní silnice